# Pycnomerus reflexus
Pycnomerus reflexus là một loài bọ cánh cứng trong họ Zopheridae. Loài này được Say miêu tả khoa học năm 1825.